# Ponale
Ponale je vodní tok vytékající z Ledrenského jezera u Moliny di Ledro v Ledrenském údolí. Říčka na svých sedmi kilometrech překonává výšku 600 metrů, její součástí je i 30 metrů vysoký vodopád.
Úbočím údolí Ponale vede stejnojmenná Ponalská cesta (Strada del Ponale) z poloviny 19. století, která spojuje Ledrenské údolí s Rivou del Garda. Část z ní přestala sloužit silniční dopravě v roce 1992, kdy byl dokončen silniční tunel, který cestu z Ledrenského údolí do Rivy zkrátil. Tento úsek (mezi ústím tunelu pod osadou Biacesa a Rivou) od roku 2004 slouží jako turistická stezka pro chodce a cyklisty.
Od roku 1929 je voda z Ledrenského jezera odváděna potrubím do vodní elektrárny Ponale a korytem řeky Ponale protéká jen symbolický průtok.